# Pierre Romans
Pierre Romans (1950-1990) fue un actor teatral y cinematográfico francés.

## Biografía
Alumno del Conservatorio de París, Pierre Romans fue también profesor de la escuela de actores de Nanterre junto a su maigo Patrice Chéreau. Desde 1979 a 1983 fue igualmente profesor de la Escuela del Centro Dramático Nacional de Reims, dirigido por Jean Pierre Miquel.
En paralelo a su carrera de actor cinematográfico y televisivo, llevó a escena numerosos espectáculos teatrales, entre ellos piezas de William Shakespeare y Antón Chéjov.
Pierre Romans falleció a causa de un infarto agudo de miocardio en 1990, a los cuarenta años de edad.

## Filmografía
- 1980 : Porporino (TV)
- 1983 : L'Homme blessé, ayudante de dirección de Patrice Chéreau
- 1986 : Désordre, de Olivier Assayas
- 1987 : Cinéma 16 (serie TV), episodio L'Amoureuse, de Jacques Doillon
- 1987 : Hôtel de France, ayudante de dirección de Patrice Chéreau
- 1987 : L'Amoureuse, de Jacques Doillon
- 1989 : Les Bois noirs, de Jacques Deray
- 1989 : Les Baisers de secours, de Philippe Garrel
- 1989 : Hiver 54, l'abbé Pierre, de Denis Amar
- 1990 : Docteur Petiot, de Christian de Chalonge
- 1991 : Milena, de Véra Belmont
- 1991 : Chronique d'une fin d'après-midi (TV, director de escena)

## Teatro
- Ivanov, de Antón Chéjov
- Chroniques d'une fin d'après-midi, montaje de extractos de piezas de Antón Chéjov
- La Comtesse sanglante, de Ludovic Janvier, Théâtre Nanterre-Amandiers (1978)